# 小行星6274
小行星6274（英語：6274 Taizaburo）是一颗围绕太阳公转的小行星。1992年3月23日，圓舘金、渡邊和郎在北见市发现了此天体。
这颗小行星的绝对星等为159.06876等。